# Arleux
Arleux je francouzská obec v departementu Nord v regionu Hauts-de-France. V roce 2009 zde žilo 2 776 obyvatel.